# Orde van de Ware Trouw
De Orde van de Ware Trouw (Duits: "Orden der Aechten Treue") was een ridderorde in het kleine Duitse vorstendom Nassau-Saarbrücken. De regerende graaf Lodewijk van Nassau-Saarbrücken (1745-1794) stelde de orde in 1788 in. Hij vierde in 1788 zijn twintigjarig ambtsjubileum.
In de literatuur worden een gouden ordeteken uit 1788 en een ster van zilver en goud uit de jaren 1858 - 1866 beschreven..
In de loop van de 17e en 18e eeuw stelden steeds meer Duitse vorsten, waaronder ook de "duodezheersers" over kleine gebieden een eigen ridderorde in. Ook de andere takken van het Huis Nassau bezaten in de 18e eeuw huisorden en jachtorden.